# محطة بليتار
محطة بليتار (بالإنجليزية: Blitar Station)‏ هي محطة سكة حديد تقع في إندونيسيا في بليتار.